# Sitzhof (Regenstauf)

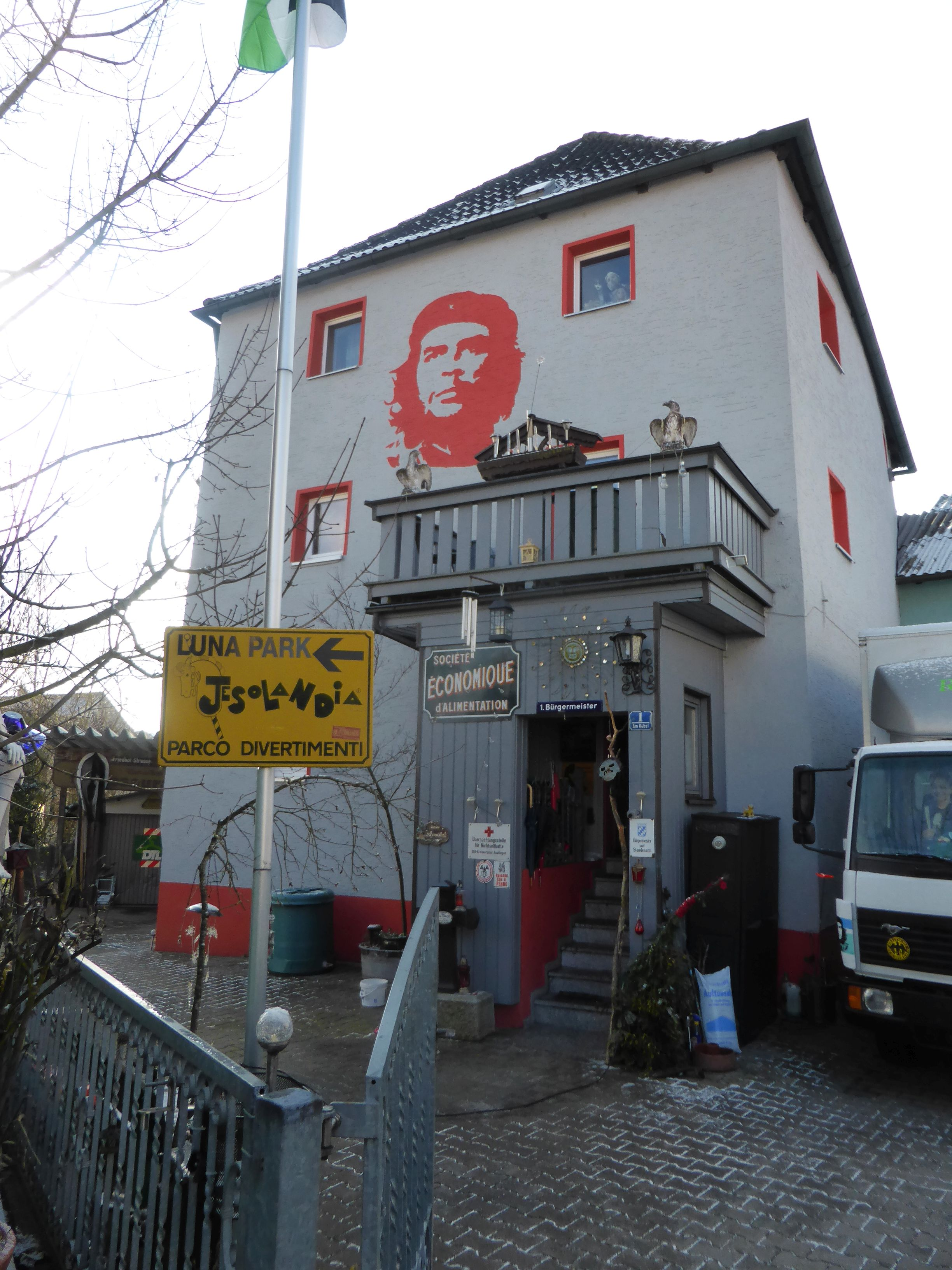
Sitzhof

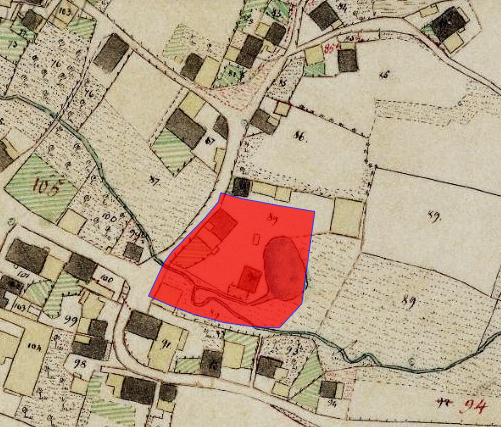
Lageplan von Sitzhof (Regenstauf) auf dem Urkataster von Bayern

Der Sitzhof ist ein Adelssitz im oberpfälzischen Markt Regenstauf in Bayern. Das Baudenkmal ist unter der Nummer D-3-75-190-67 mit Beschreibung sogenannter Sitzhof, heute Wohnhaus, turmähnlicher, dreigeschossiger Walmdachbau, früher höher, im Kern wohl 14. Jahrhundert in die Denkmalliste von Regenstauf eingeschrieben. Ebenfalls unter Denkmalschutz stehen archäologische Befunde und Funde in der unmittelbaren Umgebung des Gebäudes (Nummer D-3-6838-0110).

## Beschreibung
Der Sitzhof, früher Sizhof, ist heute ein dreigeschossiger Bau mit Walmdach mit rechteckigem Grundriss. 

## Geschichte
Er wurde im 14. Jahrhundert erbaut. Zeitweise befand sich der Adelssitz, wie auch die benachbarte, heute abgegangene, Burg Drackenstein, im Besitz der Hofer von Lobenstein. Im 17. Jahrhundert wurde der Sitz verbürgerlicht und die oberen Geschosse des Wohnturmes oder Festen Hauses wurden abgebrochen.